# Джузеппе Саракко
Джузеппе Саракко (італ. Giuseppe Saracco; 9 жовтня 1821 — 19 січня 1907) — італійський державний і політичний діяч, очолював італійський уряд від червня 1900 до лютого 1901.

## Життєпис
Здобув юридичну освіту, після чого мав адвокатську практику. 1851 року став депутатом спочатку сардинського, а потім італійського парламенту. Від 1865 року — сенатор.
1887 року отримав портфель міністра громадських робіт у кабінеті Агостіно Депретіса та зберіг його за часів врядування Франческо Кріспі. Антоніо Старабба також пропонував Саракко міністерську посаду, однак той відмовився. Знову обіймав посаду міністра громадських робіт у другому кабінеті Кріспі (1893—1896). Вважався одним з найкращих фінансових експертів Італії.
У червні 1900 року сформував свій уряд, в якому також залишив за собою посаду міністра внутрішніх справ. За його врядування було вбито короля Умберто I, після чого на престол зійшов Віктор Емануїл III. Після виходу у відставки був обраний головою Сенату (до 1904).